# Anzhofen
Anzhofen ist ein Gemeindeteil von Maisach im oberbayerischen Landkreis Fürstenfeldbruck. Der Weiler besteht aus zwei Höfen und liegt circa eineinhalb Kilometer nördlich von Maisach.

## Geschichte
Erstmals erwähnt wurde Anzhofen als Anthadeshofa im Jahr 820. Im Jahr 1195 übergab Pfalzgraf Friedrich II. von Wittelsbach einen Hof in Andeshoven an das Kloster Schäftlarn. Seit 1419 besaß das Münchener Angerkloster in Anzhofen den Sedlhof, der sich im Jahr 1314 im Besitz der Waltenhofer befunden hatte. Zwischenzeitlich waren auch die Herren von Lappach Besitzer von Anzhofen. Um 1760 waren beide in Anzhofen bestehenden Höfe im Besitz des Angerklosters, zu dem sie bis zu dessen Auflösung im Zuge der Säkularisation in Bayern 1804 gehörten. Nach früheren Besitzern um das Jahr 1700 tragen sie die heute noch verwendeten Hausnamen „Riedlhof“ und „Schnellhof“.
Im Jahr 1818 wurde Anzhofen der neugebildeten Gemeinde Überacker zugeschlagen. Die Anzhofener Kinder gingen nach Einführung der Schulpflicht in Bayern schon seit 1803 nach Maisach zur Schule. Gemeinsam mit Überacker wurde Anzhofen 1978 nach Maisach eingemeindet. Zur Kirchengemeinde Maisach wurde Anzhofen bereits 1883 umgepfarrt, zuvor gehörte es zur Pfarrei Einsbach.

## Baudenkmäler
Siehe auch: Liste der Baudenkmäler in Anzhofen
- Kapelle St. Ulrich, erbaut 15. Jahrhundert, 1524 neu geweiht